# Enzo Salvi
Enzo Salvi, all'anagrafe Vincenzo Salvi (Roma, 16 agosto 1963), è un attore, cabarettista e comico italiano.

## Biografia
Romano della frazione Ostia, nasce da Antonio Salvi, detto Tony, e Bruna Brunori. Si diploma perito all'Istituto Agrario e inizia a lavorare come giardiniere comunale, alla potatura degli alberi di alto fusto: i colleghi, colpiti dalla sua caratteristica "battuta pronta", lo convincono ad intraprendere la carriera di cabarettista. La svolta accade un giorno di fine anni ottanta, alla stazione Lido Centro, mentre è in attesa della fidanzata: un tossicodipendente stralunato gli chiede ripetutamente degli spiccioli "per il treno"; Salvi, in cerca di nuovi personaggi, modella su di lui il personaggio "Er Cipolla". Le esibizioni serali a Roma e dintorni riscuotono molto successo e lo portano al debutto in teatro, nel 1990, con la commedia di Plauto Miles gloriosus. Portando la canzone demenziale Strombettare a un festival a Fiumicino condotto da Mariano D'Angelo, ha modo di stringere amicizia con lui, ed entrambi fondano il duo comico Mammamia che impressione. «Mamma mia comme sto!» è il tormentone di “Er Cipolla”, divenuto uno dei più celebri del Seven Show. In teatro porta commedie come Balle di Natale, Fiumi di forfora e A qualcuno piace Carlo - il suo esordio, tutto esaurito, al Teatro Brancaccio - raccolgono subito il favore del pubblico. La notorietà su scala nazionale arriva grazie al grande schermo: la sera di venerdì 21 maggio 1999 il produttore cinematografico Aurelio De Laurentiis va a vedere Mamma mia comme sto! al Teatro dei Satiri, nel centro di Roma, e a fine spettacolo lo ingaggia per interpretare Vacanze di Natale 2000, seguito da Body Guards - Guardie del corpo, Merry Christmas, Natale sul Nilo, Natale in India, Le barzellette e Il ritorno del Monnezza.
In TV è apparso anche in Barbecue, nel film Di che peccato sei?, diretto da Pier Francesco Pingitore, in Stracult Sogni e Striscia la notizia. Nel 2006, Enzo Salvi entra nel cast del nuovo film di Natale Olé insieme, tra gli altri, a Massimo Boldi e a Vincenzo Salemme. Nel 2006 è anche comparso in un cameo in Notte prima degli esami e Notte prima degli esami - Oggi e nel film Domani è un'altra truffa. Nello stesso anno, prese parte alla prima edizione di Notti sul ghiaccio su Rai 1, in coppia con Marina Natalino. Nel 2007 ha avuto una piccola parte in 2061 - Un anno eccezionale di Carlo Vanzina, dove interpretava un becchino. Sempre nel 2007 interpreta Matrimonio alle Bahamas, dove il protagonista è Massimo Boldi; ha preso parte, l'anno successivo, alla quarta serie di Un ciclone in famiglia. Ha inventato il personaggio di "Agusto" lo scienziato del wrestling, che andava in onda sul canale GXT di Sky e sul canale K2 del digitale terrestre nel 2006. Nel 2008 è protagonista del film a episodi Un'estate al mare e nel nuovo film di Natale con Massimo Boldi La fidanzata di papà. Nel maggio 2012 è tra gli inviati speciali dello show Punto su di te! su Rai 1. Dal luglio 2012 è il protagonista maschile di Ricci e capricci, una sitcom di Italia 1.
Nel 2013 è uno dei concorrenti di Jump! Stasera mi tuffo. Dal 9 novembre 2015 partecipa a Monte Bianco - Sfida verticale, reality show di Rai 2. Tre giorni dopo torna al cinema con Matrimonio al Sud, insieme a Massimo Boldi, Biagio Izzo e Paolo Conticini tra gli altri. Nel 2017 recita, assieme a Massimo Boldi, nel nuovo cinepanettone Natale da chef, con la regia di Neri Parenti. Nel 2019 interpreta il personaggio di don Donato, protagonista nel film per la televisione Din Don - Una parrocchia in due, ruolo che riprende nello stesso anno nel seguito Din Don - Il ritorno. Nel 2021 interpreta un manager in rovina, il suo primo drammatico da protagonista, nel cortometraggio Solamente tu, per il quale riceve il premio come miglior attore protagonista al festival Cortinametraggio e al Castelli Romani Film Festival Internazionale 2021. Nel 2022 riprende il ruolo di don Donato nel terzo capitolo Din Don - Un paese in due, nel quarto capitolo Din Don - Il paese dei balocchi, nel quinto capitolo Din Don - Bianco Natale, nel sesto capitolo Din Don - La magia del cinema e nel settimo capitolo Din Don - Quando meno te lo aspetti. 
Nel 2024 è tra i protagonisti, insieme a  Sebastiano Somma e Adolfo Margiotta, del film, opera prima di Emiliano Locatelli (anche attore e sceneggiatore), Il diavolo è Dragan Cygan.
Nel 2024 partecipa al primo docufilm internazionale Alberto Sordi secret sulla vita privata del grande attore, scritto e diretto da suo cugino Igor Righetti, interpretando il ruolo dello zio Emilio, barbiere di Valmontone. Il docufilm è stato presentato anche alla Festa del Cinema di Roma.

## Filmografia

### Attore

#### Cinema
- Vacanze di Natale 2000, regia di Carlo Vanzina (1999)
- Body Guards - Guardie del corpo, regia di Neri Parenti (2000)
- Merry Christmas, regia di Neri Parenti (2001)
- Natale sul Nilo, regia di Neri Parenti (2002)
- Natale in India, regia di Neri Parenti (2003)
- Le barzellette, regia di Carlo Vanzina (2004)
- Il ritorno del Monnezza, regia di Carlo Vanzina (2005)
- Il gioiello, regia di Stefano Calvagna (2006) – cortometraggio
- Notte prima degli esami, regia di Fausto Brizzi (2006) – cameo
- Olé, regia di Carlo Vanzina (2006)
- Notte prima degli esami - Oggi, regia di Fausto Brizzi (2007) – cameo
- 2061 - Un anno eccezionale, regia di Carlo Vanzina (2007) – cameo
- Matrimonio alle Bahamas, regia di Claudio Risi (2007)
- Ultimi della classe, regia di Luca Biglione (2008) – voce alla radio
- Un'estate al mare, regia di Carlo Vanzina (2008)
- La fidanzata di papà, regia di Enrico Oldoini (2008)
- Ex, regia di Fausto Brizzi (2009) – cameo
- A Natale mi sposo, regia di Paolo Costella (2010)
- Femmine contro maschi, regia di Fausto Brizzi (2011) – cameo
- Una cella in due, regia di Nicola Barnaba (2011)
- Box Office 3D - Il film dei film, regia di Ezio Greggio (2011)
- Matrimonio a Parigi, regia di Claudio Risi (2011)
- Almeno tu nell'universo, regia di Andrea Biglione (2011)
- Com'è bello far l'amore, regia di Fausto Brizzi (2012) – cameo
- Operazione vacanze, regia di Claudio Fragasso (2012)
- E io non pago - L'Italia dei furbetti, regia di Alessandro Capone (2012)
- Non escludo il ritorno, regia di Stefano Calvagna (2014)
- Matrimonio al Sud, regia di Paolo Costella (2015)
- Io che amo solo te, regia di Marco Ponti (2015)
- Ho amici in Paradiso, regia di Fabrizio Maria Cortese (2016)
- Un Natale al Sud, regia di Federico Marsicano (2016)
- Il velo di Maya, regia di Elisabetta Rocchetti (2017)
- Fausto & Furio - Nun potemo perde, regia di Lucio Gaudino (2017)
- Felicissime condoglianze, regia di Tom Ponti (2017)
- Natale da chef, regia di Neri Parenti (2017)
- Natale a Roccaraso, regia di Mauro Russo – mediometraggio (2018)
- Cattivi & cattivi, regia di Stefano Calvagna (2018)
- Free - Liberi, regia di Fabrizio Maria Cortese (2020)
- Solamente tu, regia di Emiliano Locatelli – cortometraggio (2021)
- 2 fantasmi di troppo, regia di Nunzio e Paolo (2021)
- Il diavolo è Dragan Cygan, regia di Emiliano Locatelli (2024)
- Flaminia, regia di Michela Giraud (2024)
- Alberto Sordi secret, regia di Igor Righetti (2024)
- Un sindaco fuori dal comune, regia di Fabio Mancuso (2025)

#### Televisione
- Domani è un'altra truffa, regia di Pier Francesco Pingitore – film TV (2006)
- Augusto – serie TV (2006)
- Di che peccato sei?, regia di Pier Francesco Pingitore – film TV (2007)
- Un ciclone in famiglia 4 – serie TV (2008)
- Piper, regia di Francesco Vicario – miniserie TV (2009)
- Fratelli Benvenuti – serie TV (2010)
- SMS - Squadra molto speciale – serie TV (2010)
- Notte prima degli esami '82, regia di Elisabetta Marchetti – miniserie TV (2011)
- Il sistema, regia di Carmine Elia – miniserie TV, 3 episodi (2016)
- Un medico in famiglia – serie TV, episodio 10x24 (2016)
- Din Don - Una parrocchia in due, regia di Claudio Norza – film TV (2019)
- Din Don - Il ritorno, regia di Paolo Geremei – film TV (2019)
- Din Don - Un paese in due, regia di Paolo Geremei – film TV (2022)
- Din Don - Il paese dei balocchi, regia di Paolo Geremei – film TV (2022)
- Din Don - Bianco Natale, regia di Paolo Geremei – film TV (2022)
- Din Don - La magia del cinema, regia Raffaele Mertes – film TV (2023)
- Din Don - Quando meno te lo aspetti, regia Raffaele Mertes – film TV (2023)
- Din Don - Viaggio di nozze a Cinecittà World regia Raffaele Mertes – film TV (2024)
- Sconfort Zone, regia di Maccio Capatonda – miniserie TV (2025)

### Doppiatore
- Bugsy (Ricky Gervais) in Valiant - Piccioni da combattimento (2005)

## Teatro
- Seduti e abbandonati (1993)
- Scene da un manicomio (1995)
- Cesare contro Cesare (1995)
- Arrivano i Buffi! (1996)
- Fermata obbligatoria (1997)
- A qualcuno piace Carlo (2003)
- Pane e Cipolla (2004)
- Er Codice Da Vinci (2006)
- Fratelli Ditalia (2008)
- Questa sera solo riso (2017)
- Io un attore cane (2019)
- I Love pets (2020)

## Programmi televisivi
- Stupido Hotel (Rai 2, 2003)[10]
- Agusto (GXT e K2, 2006)
- Notti sul ghiaccio (Rai 1, 2006) – concorrente
- Punto su di te! (Rai 1, 2012) – invitato
- Avanti un altro! (Canale 5, 2012) – concorrente
- Jump! Stasera mi tuffo (Canale 5, 2013) – concorrente
- Salvi chi può (Italia 1, 2013) – conduttore
- Monte Bianco - Sfida verticale (Rai 2, 2015) – concorrente
- Caduta libera (Canale 5, 2016) – concorrente (puntata del 23 ottobre 2016)
- L'isola dei famosi (Canale 5, 2016) – concorrente
- Zero e lode! Speciale Telethon (Rai 1, 2017) – concorrente
- Una pezza di Lundini (Rai 2, 2020) – ospite

## Discografia

### Singoli
- 2014 – Va va va (feat. Dj Highlander & Big Luciano)
- 2015 – Il Bailo dello Sbailo (feat. Red & Vegas)
- 2016 – La Danza della Egna (con Mario Liti)

## Riconoscimenti
- Castelli Romani Film Festival Internazionale
  - 2021 – Miglior attore protagonista per Solamente tu

- Cortinametraggio
  - 2021 – Miglior attore protagonista per Solamente tu

- Sezze Film Festival
  - 2021 – Miglior sceneggiatura per Solamente tu